# Чибрик
Чибрик — река в Изобильненском районе Ставропольском крае. Правый приток реки Русской (бассейн Егорлыка). Длина реки — 18 км. Площадь водосборного бассейна — 83,5 км².
Берёт начало в 2 км восточнее станицы Рождественской. Устье находится на юге хутора Козлова.
Питание смешанное: снеговое и дождевое. Река имеет один приток и несколько прудов.

## Населённые пункты
- станица Рождественская
- Козлов хутор